# Resoviaornis jamrozi
Resoviaornis jamrozi — викопний вид горобцеподібних птахів, що існував у ранньому олігоцені в Європі.

## Рештки
Скам'янілі рештки птаха знайдені у селі Рафалівська Воля на півдні Польщі. Описаний з майже повного, добре збереженого скелета. Голотип зберігається в Музеї скам'янілостей та мінералів у селі Дубецько. Видова назва R. jamrozi вшановує Альбіна Ямроза, який виявив рештки.

## Опис
Це був дрібний птах, розміром схожий на синицю. У нього був відносно тонкий дзьоб та великі очі. Будова дзьоба вказує на комахоїдну дієту. Відносно довгі задні ноги вказують на те, що він проводив більшу частину часу на землі. Кістки не несуть слідів активності хижаків та падальників і їхній хороший стан говорить про те, що тіло птаха було швидко похоронене на дні водойми.
Вид поєднує в собі морфологічні властивості як тиранових, так і співочих горобцеподібних. Тому встановлення його еволюційних зв'язків є досить проблематичним.